# Burgstall Alte Bürg (Spalt)

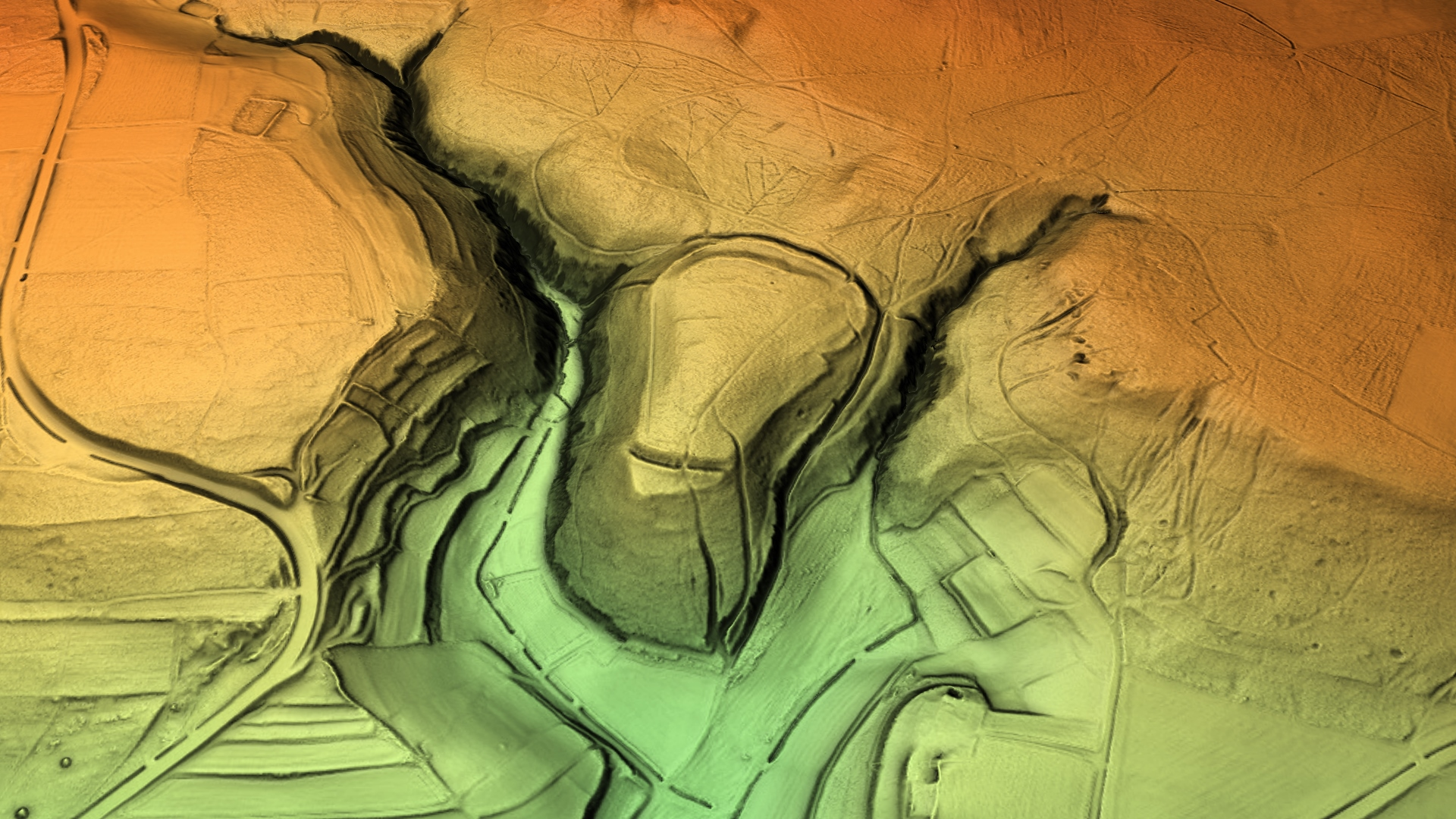
3D-Ansicht des digitalen Geländemodells

Die Alte Bürg ist eine Wallburg 500 m nordöstlich von Spalt im mittelfränkischen Landkreis Roth in Bayern. Sie ist unter dem Aktenzeichen D-5-6831-0006 als Bodendenkmal in die bayerische Denkmalliste eingetragen.

## Geschichte
Die Burg erscheint während ihrer Nutzungszeit nicht in der historischen Überlieferung. Bei ihrer ersten Erwähnung 1368 wird sie bereits als „Alte Burg“ bezeichnet. Die gebräuchliche Interpretation als Fluchtburg gegen die Ungarn wird beim bisherigen Forschungsstand nicht durch Funde aus dem entsprechenden Zeitraum der 1. Hälfte des 10. Jahrhunderts erhärtet.

## Beschreibung
Die Burg nimmt eine trapezförmige Fläche von 200 m Länge und 60 bis 150 m Breite auf einem nach Süden in das Tal der Fränkischen Rezat vorspringenden Bergsporn ein. Im Norden und Süden befindet sich jeweils eine Abschnittsbefestigung, die Flanken werden zum großen Teil nur durch die steilen Hänge geschützt. Die gefährdete Nordseite ist durch eine doppelte Wall-Graben-Anlage geschützt, deren innerer Teil zum Teil stark verschliffen ist. Der äußere Wall ist 10 bis 12 m breit und noch 2 m hoch, der vorgelagerte Graben 6 m breit und 1 m tief. Den Kern des Walls bildet eine Trockenmauer aus großen Steinblöcken, die im Westen ausgebrochen ist. Die Mauer biegt noch um die Flanken herum. An ihren Enden ziehen zwei kleine Seitenwälle den Berghang hinunter, um eine Umgehung zu erschweren. Im Nordosten verläuft sie am Hang weiter und bildet dort mit einem kleineren Wall an der östlichen Hangkante ein Tor mit überlappenden Enden. Im Nordosteck befindet sich ein Zugang neueren Datums. Das südliche Ende des Sporns ist an einer Geländekante auf 3–5 m Höhe künstlich versteilt, am Fuß der Kante verläuft ein Graben mit Vorwall. Im Westen sind keine Spuren einer Befestigung mehr vorhanden. In der nördlichen Hälfte der Anlage zeichnen sich im digitalen Geländemodell noch Spuren von zwei stark verschliffenen Querwällen ab.
Der unterschiedliche Erhaltungszustand der einzelnen Befestigungsbestandteile spricht für eine Mehrphasigkeit der Anlage, ohne dass die einzelnen Abschnitte konkreten Zeitperioden zugewiesen werden können. Der gute Erhaltungszustand der südlichen und äußeren nördlichen Befestigungslinie lässt eine Entstehung im Frühmittelalter vermuten, die übrigen Teile sind wahrscheinlich vorgeschichtlich.